# HMS Tiptoe
Le HMS Tiptoe (pennant number : P332) est un sous-marin de la classe T en service dans la Royal Navy. Il a été construit par Vickers-Armstrongs à Barrow-in-Furness et lancé le 25 février 1944. Il était l’un des deux sous-marins baptisés par Winston Churchill. Il est le premier (et jusqu’à présent, le seul) navire de la Royal Navy à porter le nom de Tiptoe (en français : la pointe des pieds). Et de fait, son insigne représentait une ballerine en tutu faisant des pointes. Bien qu’il ait été nommé ainsi à l’origine pour sa capacité à surprendre l’ennemi, il entretint plusieurs liens avec le ballet, notamment le Royal Ballet et la danseuse de ballet Moira Shearer.
En 1955, il est impliqué dans une collision avec un caboteur à vapeur dans le port de Tromsø. Il a participé à des essais d’évacuation au large de Malte en 1962, et son commandant a été réprimandé en 1964 à la suite d’un incident dans le Firth of Clyde où il s’est échoué, et encore une fois en 1965 quand il a heurté le HMS Yarmouth. Il a été démoli à Portsmouth en 1975. Son ancre est exposée à Blyth (Northumberland).

## Conception
Les sous-marins de la classe S se sont avérés trop petits pour des opérations lointaines. Il fallut mettre en chantier la classe T qui avait 21 mètres de longueur en plus et un déplacement de 1000 tonnes. Alors que les bâtiments de la classe S avaient seulement six tubes lance-torpilles d'étrave, ceux de la classe T en avaient huit, dont deux dans un bulbe d'étrave, plus deux autres dans la partie mince de la coque au milieu du navire.
Le HMS Tiptoe faisait partie du troisième groupe des sous-marins de la classe T. Son nom de baptême lui fut donné par Winston Churchill, avec l’intention de suggérer qu’il pouvait s’approcher de l’ennemi en silence comme s’il était sur la pointe des pieds. Le comité de désignation de la Royal Navy était contre ce nom, déclarant que « c’était contraire aux normes pour un navire de Sa Majesté », mais le premier ministre n’a pas fléchi. Le seul autre navire de la Royal Navy nommé par Churchill était le HMS Varangian.
Il faisait partie du deuxième lot du troisième groupe à être commandé en 1941. Il faisait partie des navires dont la coque était entièrement soudée, ce qui permettait d’accroître de 50 pieds (15 m) la profondeur maximale de plongée, la portant à 350 pieds (107 m). Son armement en torpilles était le même que celui du groupe 2 précédent, mais au moment de l’entrée en service du groupe 3, on s’était rendu compte que les tubes lance-torpilles externes présentaient des problèmes majeurs et nuisaient à l’hydrodynamisme des navires. Les tubes externes furent abandonnés dans la classe suivante de sous-marins britanniques, la classe Amphion. Leur utilisation sous les climats tropicaux étant prévue, les navires du groupe 3 étaient équipés d’une climatisation au fréon afin de faire face à des températures supérieures.
Le HMS Tiptoe a été construit par Vickers-Armstrongs à Barrow-in-Furness. Sa quille fut posée le 10 novembre 1942, il fut lancé 25 février 1944. Il quitta le chantier naval le 10 juin 1944 et arriva le lendemain à Holy Loch, où il fut commissionné le 12 juin.

## Engagements

### Seconde Guerre mondiale
Après avoir terminé son entraînement le 10 septembre, le HMS Tiptoe est retourné à Barrow-in-Furness afin de corriger certains défauts. Entre le 5 octobre et le 12 janvier 1945, il est équipé d’un nouvel équipement radar et d’autres équipements pour le préparer au déploiement en Extrême-Orient. Partant de Grande-Bretagne, il fait escale à Gibraltar, Malte, Port-Saïd et Ismaïlia en Égypte, puis à Aden, au Yémen. Il arrive à Trincomalee, au Sri Lanka, le 1er mars 1945, avant sa première patrouille de guerre.
Sa première patrouille, qui s’est déroulée sans évènement particulier, s’est concentrée autour de la côte ouest de la Birmanie et des îles Andaman avant de se diriger vers Fremantle, en Australie. Il a quitté l’Australie pour sa deuxième patrouille le 6 mai avec l’ordre de patrouiller dans la mer de Florès. Le 15 mai, il a coulé un caboteur japonais d’environ 100 tonnes à coups de canon près de la baie de Dompu, à Sumbawa. Le lendemain, il a coulé à coups de canon un autre caboteur japonais, cette fois autour de 200 tonnes, dans le port de Sepeh. Le 1er juin, il s’est approché du cargo marchand japonais Tobi Maru et l’a fait couler près de Pulau Matasiri, une des îles Laut Kecil. Le HMS Tiptoe a été endommagé pendant l’attaque, car le cargo s’apprêtait à rejoindre son escorte. L’escorte a lancé treize grenades anti-sous-marines, mettant tous les tubes lance-torpilles du HMS Tiptoe hors de combat et inondant son équipement sonar. Il est rentré à Fremantle le 17 juin et y resta jusqu’au 16 juillet, date à laquelle il repartit pour sa troisième patrouille dans le détroit de la Sonde avec son sister-ship le HMS Trump.
Le 31 juillet, il a attaqué deux petits navires japonais, mais a interrompu son attaque lorsqu’un avion a été aperçu. Le 2 août, les HMS Tiptoe et Trump ont détruit ensemble deux petits navires totalisant 600 tonnes par balles. Le 3 août, il a effectué une attaque à la torpille contre le cargo de l’armée japonaise Tencho Maru alors qu’il se trouvait dans un convoi défendu par un patrouilleur. La dernière action de la dernière patrouille de guerre du HMS Tiptoe a eu lieu le 9 août, lorsque, avec le Trump, ils ont détruit un pétrolier côtier de 800 tonnes dans la partie nord du détroit de la Sonde. Il rentre à Fremantle le 21 août 1945.

### Après-guerre
Lorsque le roi George VI a inspecté la Home Fleet en 1947, le HMS Tiptoe fit une démonstration de plongée et de retour à la surface, ainsi que de tir avec son canon de pont. En novembre de la même année, il faisait partie d’un groupe de sept sous-marins qui a participé à un entraînement anti-sous-marins pendant deux semaines avec le destroyer HMS Opportune.
Le HMS Tiptoe était l’un des nombreux sous-marins de classe T entièrement soudés qui furent reconstruits pour de meilleures performances sous-marines. Des batteries supplémentaires ont été installées sous le central opérations et des moteurs électriques supplémentaires ont été installés en coupant la coque épaisse et en ajoutant une nouvelle section de coque de 20 pieds (6 m) insérée à l’arrière du central opérations. Les moteurs diesel ont été modifiés et suralimentés, et leur puissance a augmenté de 300 ch (224 kW). L’armement des canons et les tubes lance-torpilles externes ont été retirés, et l’étrave a été redessinée.
Le sous-marin a servi au tournage du film La nuit commence à l'aube (Morning Departure, 1950), un film naval réalisé par Roy Ward Baker. Au cours du tournage, le navire-base de sous-marins HMS Maidstone a été utilisé comme navire-mère pour le HMS Tiptoe. En 1952, un autre lien a été établi entre le sous-marin et le cinéma lorsque la danseuse de ballet Moira Shearer a offert au HMS Tiptoe une paire de chaussons de ballet en satin de taille 3,5 qu’elle avait portées dans le film Les Chaussons rouges (The Red Shoes) en 1948. Ils se trouvent maintenant au Musée des sous-marins de la Royal Navy.
Alors qu’il se trouvait dans le port de Tromsø le 18 juillet 1955, le HMS Tiptoe a été endommagé lorsqu’un vapeur côtier est entré en collision avec lui. Le vapeur, un navire de 2162 tonnes appelé Nordlys, entrait dans le port lorsqu’il est entré en collision avec le destroyer britannique HMS Chevron (en). Le vapeur a rebondi sur le destroyer et est entré en collision avec le Tiptoe, brisant ses amarres alors qu’il était poussé à mi-chemin sous un quai en bois.
Le HMS Tiptoe a participé à des essais d’évacuation en 1962. Une série d’essais ont été menés au large de Malte pour s’échapper d’un sous-marin à des profondeurs extrêmes. Des essais ont été effectués avec des hommes s’échappant du Tiptoe à une profondeur maximale de 233 pieds (71 m) avec une vitesse ascensionnelle pouvant atteindre 6,6 pieds par seconde (2 m/s). Les essais comprenaient l’utilisation de combinaisons de survie flottantes comprenant une capuche recouvrant la tête du marin qui l’alimentait en air durant la remontée à la surface. Pour leur travail dans les procédures d’évacuation, le premier maître Christopher Crossman a reçu une mention élogieuse et le lieutenant commander L. Hamlyn fut nommé chevalier de l'ordre de l'Empire britannique.
Après un carénage à Portsmouth, le HMS Tiptoe se rendit dans le Firth of Clyde pour y travailler et arriva le 10 janvier 1964. Il reçut l’ordre de ne pas entrer dans le Gare Loch en raison du brouillard dense. Le bateau a fait demi-tour et s’est échoué sur une berge boueuse. Lorsque le brouillard s’est dissipé, on s’est rendu compte que le bateau s’était échoué à seulement 40 yards (37 m) en face de la maison du capitaine en chef de la Royal Navy pour la région de la Clyde, le captain G. D. Pound. Des plongeurs ont été envoyés pour évaluer les dommages. Ils n’en ont trouvé aucun. Le HMS Tiptoe a donc été remis à flot à la marée du soir et tiré au large par deux remorqueurs. Le commandant de l’époque était le capitaine de corvette David Brazier. C’était son premier commandement. Par la suite, il fut envoyé devant une cour martiale où il fut sévèrement réprimandé pour négligence. Il a plaidé coupable des chefs d’accusation. La déclaration qu’il a faite pour sa défense mentionnait : « Le navire n’était pas en état de marche et l’équipage était novice. Malheureusement, il s’est retrouvé dans le brouillard. Il a pris toutes les précautions qu’il jugeait nécessaires. Bien qu’il ait toutes les connaissances théoriques pour naviguer, il manquait de cet instinct tangible dont nous sommes tous conscients. ».
Le HMS Tiptoe fut également endommagé lors d’une collision avec le HMS Yarmouth le 13 juillet 1965. Le HMS Tiptoe se trouvait en immersion périscopique à 10 milles (16 km) au sud-est de Portland Bill. À la suite de la collision, le commandant, le capitaine de corvette Charles Henry Pope, fut sévèrement réprimandé après avoir été reconnu coupable de quatre des cinq chefs d’accusation de négligence.

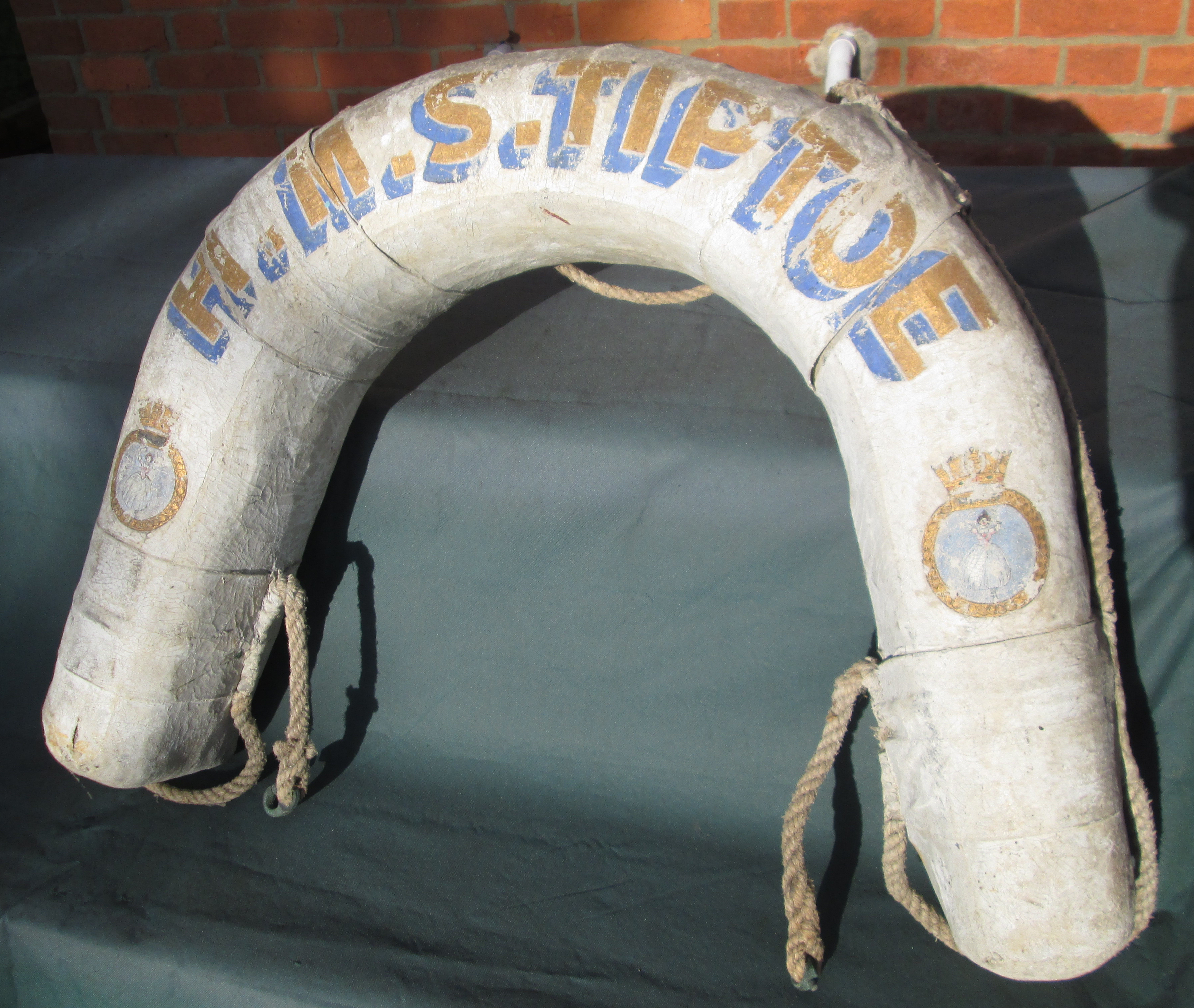
Bouée de sauvetage du HMS Tiptoe.

Lorsqu’il part pour sa dernière mission le 24 février 1967, six danseurs du Royal Ballet assistent à la cérémonie de départ. À l’époque, il était le plus vieux sous-marin en service dans la Royal Navy. Il a assisté aux Portsmouth Navy Days plus tard en 1967.
Lorsqu’il a été retiré du service en 1969, le HMS Tiptoe était le dernier sous-marin de classe T en activité de la Royal Navy. À son arrivée à Spithead pour son désarmement, le 29 août 1969, une danseuse de ballet de 13 ans du nom de Judy Wright a dansé sur son pont supérieur. Il a été vendu en 1971 et mis à la ferraille à Portsmouth en 1975. Son ancre a été sauvée, et a été montée sur une pierre en 1979 à Blyth, au Northumberland. La ville a servi de base d’entraînement pour les sous-marins pendant les deux guerres mondiales. Sa plaque signalétique en chêne, utilisée au port pour des cérémonies, a été récupérée par John Storm (qui a été chef radiotélégraphiste de 1944 à 1945) et est maintenant en la possession de sa fille aînée. Une bouée de sauvetage du Tiptoe a été retrouvée sur la plage de Newport, île de Wight, au début des années 1950. Elle a été donnée au Royal Navy Submarine Museum en 2019.